# Sistema electrónico de instrumentos de vuelo

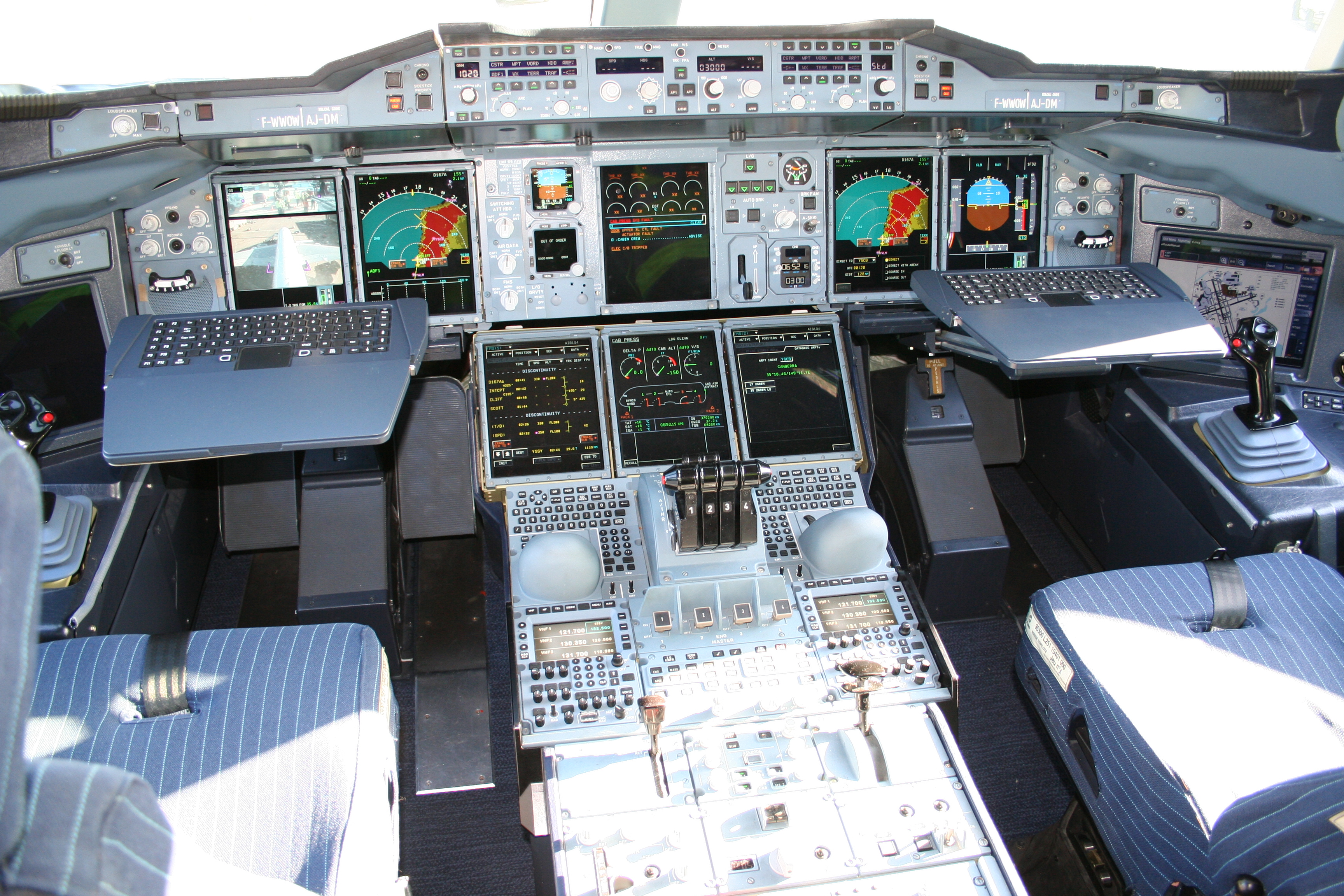
EFIS en un Airbus A380.

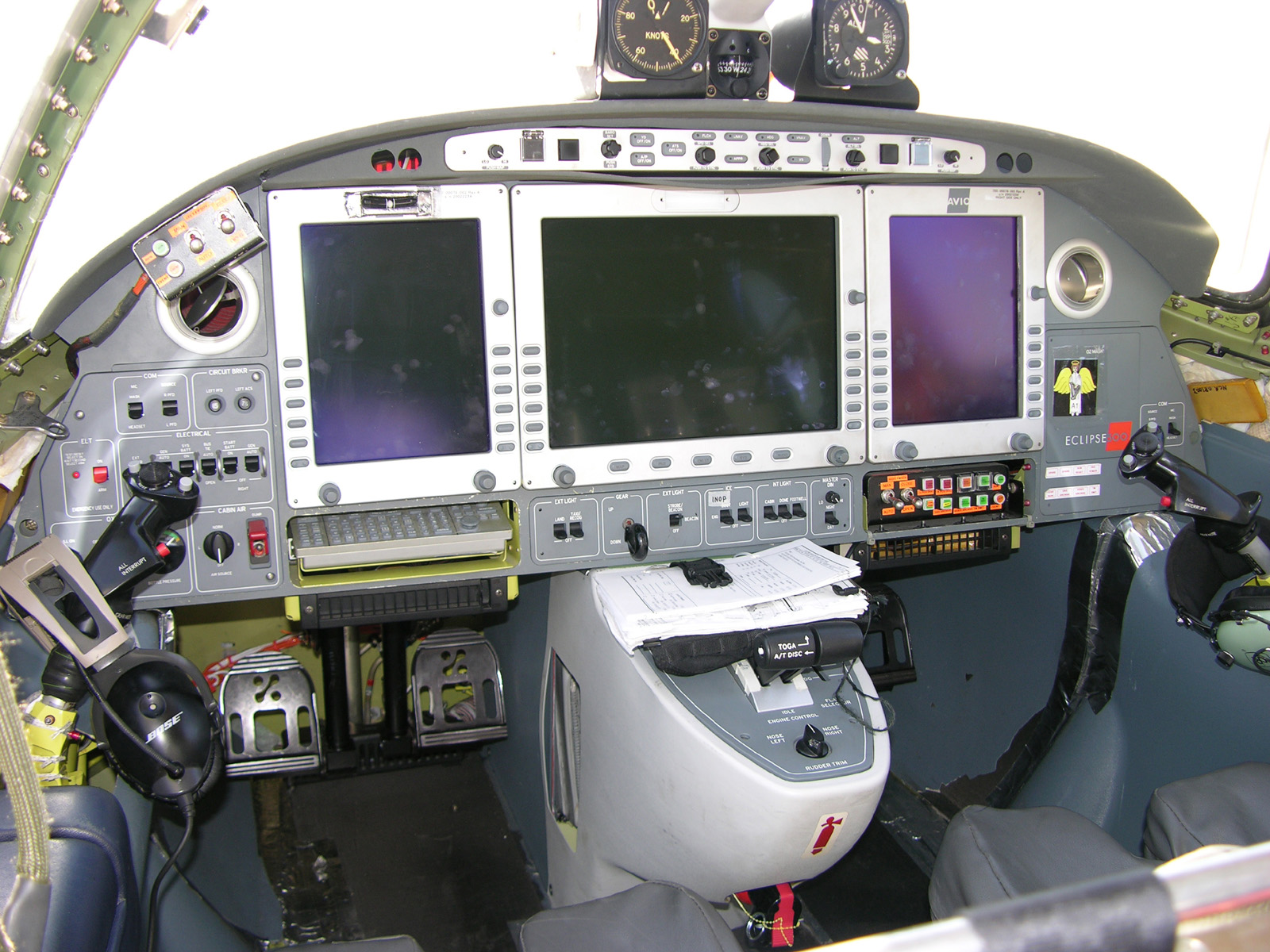
EFIS en un Eclipse 500.

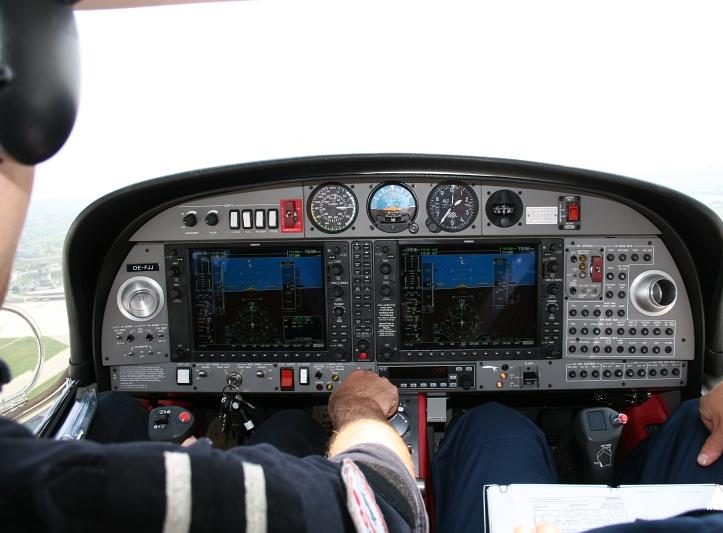
Garmin G1000 en un Diamond DA42.

Un sistema electrónico de instrumentos de vuelo, o EFIS por sus siglas en inglés (Electronic Flight Instrument System), es un sistema de instrumentos de la cabina de vuelo en el que la tecnología de visualización utilizado es electrónica en lugar de electromecánica. Un EFIS normalmente consta de una pantalla principal de vuelo (PFD), pantallas multifunción (MFD) y una pantalla para el sistema de indicación de motor y aviso a la tripulación (EICAS). A pesar de que los monitores tubo de rayos catódicos (CRT) se utilizaron en un principio, las pantallas de cristal líquido (LCD) son ahora más comunes.
El complejo indicador electromecánico de actitud (ADI) y el indicador de situación horizontal (HSI) fueron los primeros candidatos para el reemplazo por EFIS. Sin embargo, ahora hay pocos instrumentos de la cabina de vuelo para los que no se dispone de pantalla electrónica.

## Descripción general
Las posibles aplicaciones de sistemas EFIS varían mucho. Un avión ligero puede ser equipada con una unidad de pantalla, en la que se muestran los datos de vuelo y de navegación. Un avión de fuselaje ancho es probable que tenga seis o más pantallas de presentación.
Una instalación EFIS tendrá los siguientes componentes:
- Pantallas de presentación
- Controles
- Procesadores de datos

Un EFIS básicos podrían tener todos estos componentes una sola pantalla con pocos controles el panel.

## Pantallas de presentación

### Primary Flight Display(PFD)

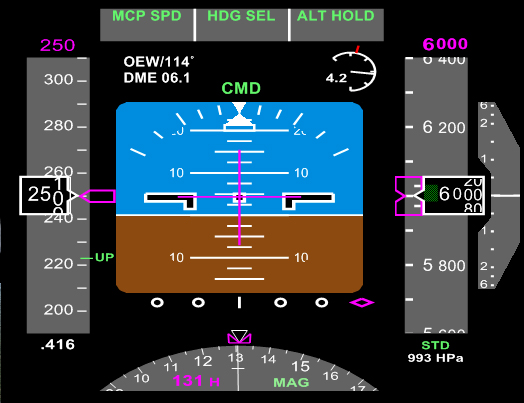
PFD de un Boeing 737, en el centro el AI, versión digital del Horizonte Artificial. A la izquierda la velocidad y a la derecha las alturas

En la cabina de vuelo, las pantallas de presentación son las partes más visibles de un sistema EFIS, y son sus características las que le dan lugar al nombre de "Cabina de Cristal". La pantalla de presentación que toma el lugar del ADI se llama pantalla principal de vuelo Primary Flight Display "PFD"). Si una pantalla separada sustituye a la HSI, se llama pantalla de navegación. El PFD muestra toda la información crítica para el vuelo, incluida la velocidad aerodinámica, altitud, rumbo, actitud, velocidad vertical y guiñada. La PFD está diseñado para mejorar la conciencia de la situación de un piloto, mediante la integración de esta información en una sola pantalla en lugar de seis diferentes instrumentos analógicos, reduciendo la cantidad de tiempo necesario para controlar los instrumentos. La PFD también aumentar la conciencia situacional de la tripulación del avión al alertar de condiciones inusuales o potencialmente peligrosas - por ejemplo, de baja velocidad, alta tasa de descenso - cambiando el color o la forma de la pantalla o alertas de audio.
Los nombres de «Electronic Attitude Director» y «Electronic Horizontal Situation Indicator» son utilizados por algunos fabricantes. Sin embargo, una ADI simulada es sólo la pieza central de la PFD. La información adicional está superpuesta a ambas y dispuestos alrededor del gráfico.
La pantalla multifunción puede hacer que una pantalla de navegación por separado se vea innecesaria. Otra opción es utilizar una pantalla grande para mostrar tanto la PFD y la pantalla de navegación.
El PFD y la pantalla de navegación (y la pantalla multifunción, cuando esté instalada) a menudo son físicamente idénticos. La información mostrada está determinada por el sistema de interfaces en las que están instaladas las pantallas. Así, la explotación de las piezas de repuesto se ha simplificado las pantallas pueden instalarse en cualquier posición.
Unidades de LCD generan menos calor que los monitores CRT; una ventaja en un panel de instrumentos congestionados. También son más ligeros, y ocupan un volumen más bajo.

### Multi-Function Display(MFD) /Navigation Display(ND)
El MFD (Multi-Function Display) muestra la navegación y la información en tiempo real de múltiples sistemas. Las pantallas multifuncionales con frecuencia se idearon como «cartas centralizadas» o «cartas digitales», donde las tripulaciones pueden superponer informaciones diferentes sobre un mapa o un gráfico. Ejemplos de información de superposición MFD incluir plan de ruta actual de la aeronave, información del tiempo provista en el radar de a bordo o bien por los radares meteorológicos en tierra, por ejemplo, NEXRAD, el espacio aéreo restringido y el tráfico de aeronaves. Los equipos multifuncionales también puede ser usado para ver otros tipo de recubrimiento de los datos (por ejemplo, el plan de ruta actual) y se calcula superposición de datos de tipo, por ejemplo, el deslizamiento de radio de la aeronave, dada la situación actual sobre el terreno, los vientos, y la velocidad de la aeronave y de altitud.
Las pantallas multifuncionales también puede mostrar información acerca de los sistemas de aeronaves, tales como el combustible y los sistemas eléctricos. Al igual que con la PFD, el MFD se puede cambiar el color o la forma de los datos para alertar a la tripulación a situaciones peligrosas. electrónica centralizada de seguimiento de aeronaves (ECAM).